# Traité franco-soviétique d'assistance mutuelle

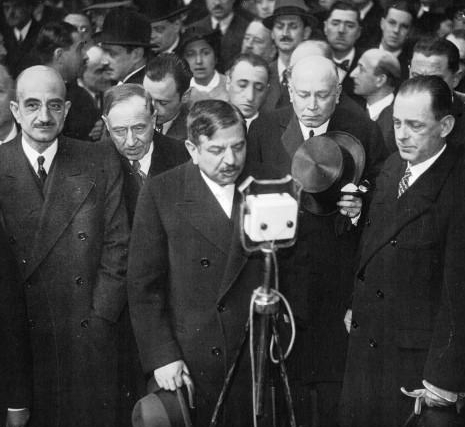
Pierre Laval, ministre des Affaires étrangères français, à son retour de Moscou en 1935.

Le traité franco-soviétique d'assistance mutuelle est un traité signé par la France et l'Union soviétique le 2 mai 1935.

## Historique
Ce pacte résulte des négociations menées par les ministres des Affaires étrangères de l'Union soviétique et de la France, Maxime Litvinov et Louis Barthou. Il est signé à Paris par le successeur de Barthou, Pierre Laval, qui est aussi sénateur, et Vladimir Potemkine, membre du Comité central du Parti communiste de l'Union soviétique et ambassadeur en France.

« Le président de la République française et le Comité central exécutif de l’Union des républiques socialistes soviétiques, animés du désir d’affermir la paix en Europe et d’en garantir les bienfaits à leurs pays respectifs en assurant plus complètement l’exacte application des dispositions du pacte de la Société des Nations visant à maintenir la sécurité nationale, l’intégrité territoriale et l’indépendance politique des États, décidés à consacrer leurs efforts à la préparation et à la conclusion d’un accord européen ayant cet objet et, en attendant, à contribuer, autant qu’il dépend d’eux à l’application efficace des dispositions du pacte de la Société des Nations, ont résolu de conclure un traité à cet effet. »

Article 2 du traité :

« Au cas où la France ou l'URSS seraient l'objet d'une agression non provoquée de la part d'un État européen, malgré les intentions sincèrement pacifiques des deux pays, l'URSS et réciproquement la France, se prêteront immédiatement aide et assistance. »

C’est la première et la dernière fois que l’Union soviétique, entre les deux guerres mondiales, accepte un engagement positif, un traité qui ne se limite pas à défendre la paix ou un engagement de non-agression.
En France, le pacte est ratifié par les députés le 27 février 1936 et par le Sénat le 12 mars 1936. L'échange des ratifications a lieu à Moscou le 27 mars 1936, suivi de l'enregistrement auprès du secrétariat de la Société des Nations le 18 avril 1936.
Le traité n'a jamais été appliqué. La coopération dans le domaine militaire se heurte à l'hostilité de l'État-major français, que les gouvernements successifs, y compris les gouvernements du Front populaire, ne cherchent pas vraiment à contourner.
En réponse à la ratification par le Parlement français de ce pacte d'assistance franco-soviétique, Hitler fait réoccuper la zone démilitarisée de la Rhénanie mettant « Strasbourg sous le feu des canons allemands », dira Albert Sarraut, en violation des accords de Locarno du 1er décembre 1925.